# Rumänische Snooker-Meisterschaft 2011
Die Rumänische Snooker-Meisterschaft 2011 war eine Serie von Snookerturnieren, die zwischen dem 14. Januar 2011 und dem 17. Dezember 2011 in Rumänien stattfanden.
Rumänischer Meister wurde der Vorjahreszweite Daniel Bontea. Titelverteidiger Babken Melkonyan nahm 2011 nicht an der Turnierserie teil.

## Modus
Die 16 teilnehmenden Spieler spielten zehn im K.-o.-System ausgetragene Turniere, bei denen sie entsprechend ihrer Platzierung Ranglistenpunkte erhielten.
| Platzierung     | Punkte |
| --------------- | ------ |
| Sieger          | 300    |
| Finalist        | 220    |
| Halbfinalist    | 160    |
| Viertelfinalist | 110    |
| Achtelfinalist  | 70     |

## Turnierübersicht
|    | Sieger         | Ergebnis | Finalist          | Halbfinalisten    |        |
| -- | -------------- | -------- | ----------------- | ----------------- | ------ |
| 1  | Daniel Bontea  | 6:2      | Toma Marinescu    | Marius Ancuta     | [ 3 ]  |
| 1  | Daniel Bontea  | 6:2      | Toma Marinescu    | Marcel Bera       | [ 3 ]  |
| 2  | Daniel Bontea  | 6:1      | Valentin Militaru | Radu Vilau        | [ 4 ]  |
| 2  | Daniel Bontea  | 6:1      | Valentin Militaru | Toma Marinescu    | [ 4 ]  |
| 3  | Daniel Bontea  | 6:2      | Mario Amza        | Radu Vilau        | [ 5 ]  |
| 3  | Daniel Bontea  | 6:2      | Mario Amza        | Valentin Militaru | [ 5 ]  |
| 4  | Mario Amza     | 6:2      | Valentin Militaru | Daniel Bontea     | [ 6 ]  |
| 4  | Mario Amza     | 6:2      | Valentin Militaru | Mihai Taraboanta  | [ 6 ]  |
| 5  | Daniel Bontea  | 6:3      | Mario Amza        | Radu Vilau        | [ 7 ]  |
| 5  | Daniel Bontea  | 6:3      | Mario Amza        | Toma Marinescu    | [ 7 ]  |
| 6  | Toma Marinescu | 6:3      | Mario Amza        | Daniel Bontea     | [ 8 ]  |
| 6  | Toma Marinescu | 6:3      | Mario Amza        | Marius Ancuta     | [ 8 ]  |
| 7  | Daniel Bontea  | 6:2      | Radu Vilau        | Paul Croitoru     | [ 9 ]  |
| 7  | Daniel Bontea  | 6:2      | Radu Vilau        | Marcel Bera       | [ 9 ]  |
| 8  | Daniel Bontea  | 6:0      | Toma Marinescu    | Marcel Bera       | [ 10 ] |
| 8  | Daniel Bontea  | 6:0      | Toma Marinescu    | Mario Amza        | [ 10 ] |
| 9  | Daniel Bontea  | 6:0      | Andrei Orzan      | Marcel Bera       | [ 11 ] |
| 9  | Daniel Bontea  | 6:0      | Andrei Orzan      | Florentin Ciobanu | [ 11 ] |
| 10 | Mario Amza     | 6:5      | Daniel Bontea     | Andrei Orzan      | [ 12 ] |
| 10 | Mario Amza     | 6:5      | Daniel Bontea     | Paul Croitoru     | [ 12 ] |

## Abschlusstabelle
| Platz | Spieler           | Punkte |
| ----- | ----------------- | ------ |
| 1     | Daniel Bontea     | 2640   |
| 2     | Mario Amza        | 1780   |
| 3     | Toma Marinescu    | 1380   |
| 4     | Valentin Militaru | 1290   |
| 5     | Radu Vilau        | 1240   |
| 6     | Paul Croitoru     | 1200   |
| 7     | Marius Ancuta     | 1080   |
| 8     | Andrei Orzan      | 1060   |
| 9     | Marcel Bera       | 1060   |
| 10    | Mihai Taraboanta  | 920    |
| 11    | Florentin Ciobanu | 830    |
| 12    | Horia Cimpeanu    | 710    |
| 13    | Emilian Cristea   | 700    |
| 14    | Mihai Suta        | 700    |
| 15    | Ovidiu Iane       | 640    |
| 16    | Radu Brezaie      | 610    |